# Mizuho Kôgen
Mizuho Kôgen är en platå i Östantarktis. Norge gör anspråk på området.